# Mephitis macroura
El zorrillo listado sureño, también conocido como mofeta encapuchada (Mephitis macroura) es una especie de mamífero de la familia Mephitidae. Se puede distinguir de la mofeta rayada (M. mephitis) por su cola más larga y suave capa de pelo. Un collar blanco alrededor del cuello del animal le da su nombre común. 
Generalmente el pelaje dorsal es blanco y el ventral negro, pero existen dos variantes de color. Un tipo tiene todo el pelo blanco mientras que el otro tiene el lomo negro con dos rayas blancas longitudinales. La distribución de la mofeta encapuchada Aridoamérica y Mesoamérica comprende desde el suroeste de Estados Unidos a Centroamérica, siendo más abundante en México. Se encuentra en praderas, desiertos y en las estribaciones de las montañas, evitando las altas elevaciones. Tiende a vivir cerca de una fuente de agua, como un río. 
A pesar de pertenecer taxonómicamente al orden de los carnívoros, se alimenta principalmente de plantas, especialmente de chumberas (Opuntia spp.), aunque también come insectos y pequeños roedores. Se refugia en una madriguera o un nido de una gruesa cubierta vegetal durante el día y está activo durante la noche. Su época de reproducción es a finales del invierno y la hembra tiene una camada media de tres crías. La IUCN2019-1 considera a la especie como de preocupación menor.